# Əliağa Şıxlinski

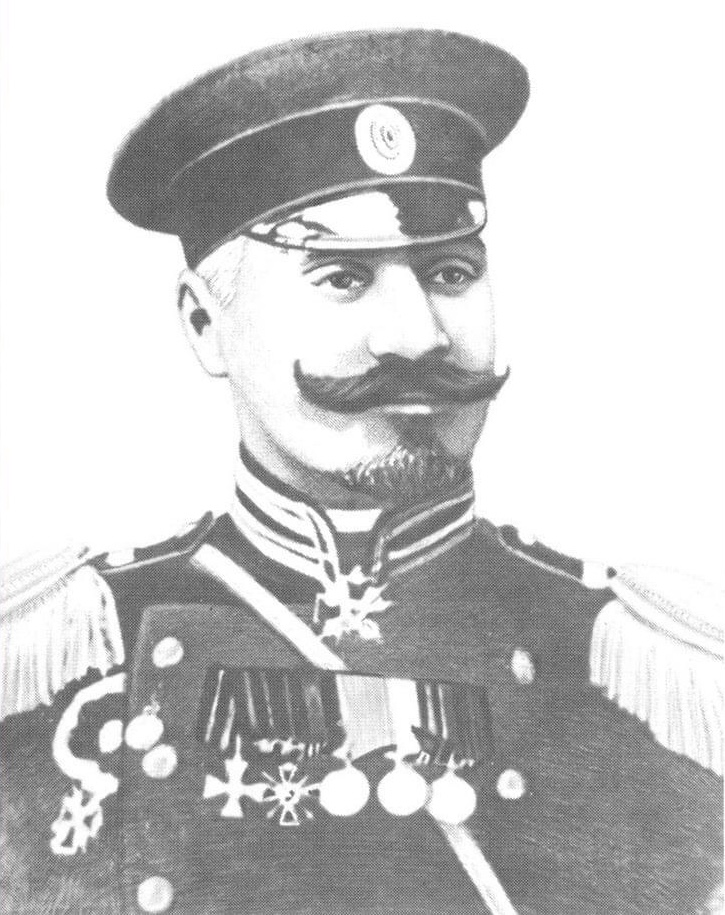
Əliağa Şıxlinski (1910)

Əliağa İsmayılağa oğlu Şıxlinski (eingedeutscht Äliaga Schichlinski bzw. Ali-Agha Schichlinski, russisch Али-Ага Исмаил-Ага оглы Шихлинский Ali-Aga Ismail-Aga ogly Schichlinski; * 3. März 1863 im Dorf Qazaxlı (heute Aşağı Salahlı), Government Elisawetpol, Russisches Kaiserreich; † 18. August 1943 in Baku, Aserbaidschanische Sozialistische Sowjetrepublik) war ein aserbaidschanischer Militärkommandeur, Generalleutnant der Kaiserlichen Russischen Armee, stellvertretender Verteidigungsminister und Artilleriegeneral der Demokratischen Republik Aserbaidschan (ADR).
Wegen seiner hervorragenden militärstrategischen Fähigkeiten und Führungsqualitäten wurde Şıxlinski noch während der Lebenszeit als „Gott der russischen Artillerie“ geehrt.

## Biografie

### Ursprung
Şıxlinski ist in die Familie eines kleinen Grundbesitzers hineingeboren. Nach eigener Darstellung reichten seine Wurzeln väterlicherseits bis ins Jahr 1537 zurück. Seine Mutter Schah Jaman Chanum war die Enkelin des berühmten aserbaidschanischen Dichters Molla Vəli Vidadi (1709–1809).

### Militärische Laufbahn

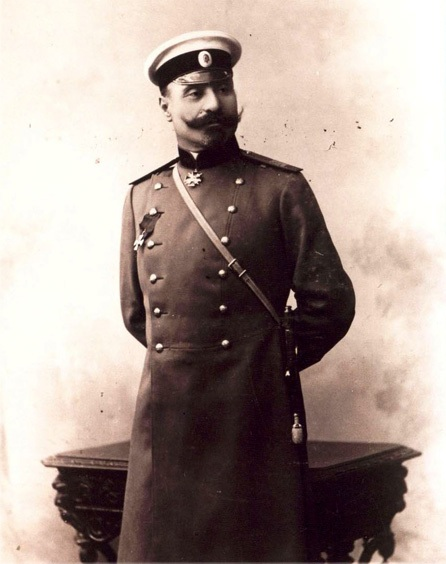
Kapitän Şıxlinski (1905)

1876 trat Şıxlinski in die Militärschule zu Tiflis ein, wo seine außergewöhnliche militärische Begabung in kürzester Zeit zum Vorschein kam. Obwohl er anfangs kein Russisch konnte, absolvierte Şıxlinski das Gymnasium 1883 mit Auszeichnung. Anschließend setzte er seine Ausbildung als Junker an der Michailowski Artillerie-Akademie in Sankt-Petersburg fort und zeigte sich hier nicht nur als ein tüchtiger Student, sondern auch als exzellenter Kavallerist und Turner. Nach seinem Abschluss 1886 wurde Şıxlinski zum Podporutschik befördert und der in Alexandropol (heute Gjumri, Armenien) stationierten 39. Artilleriebrigade zugewiesen. Ab diesem Zeitpunkt begann seine steile Militär-Karriere. Im Laufe des Wehrdienstes in Gjumri erfolgte die Beförderung zum Porutschik, Stabskapitän und zum Kommandeur einer Trainingseinheit. Im Jahr 1900 wurde Kapitän Şıxlinski als Regimentschef der Transbaikalischen Artillerie-Division nach Ostsibirien versetzt. Parallel dazu war er als Vorsitzender der Artilleriekommission für die Zulassung und Ernennung von Bataillons- und Divisionskommandeuren zuständig. Er nahm auch an der China Relief Expedition der zaristischen Armee teil. Für seine Verdienste im Kampf gegen die chinesischen Rebellen während des Boxeraufstands wurde Şıxlinski am 1. Mai 1901 mit dem Sankt-Stanislaus-Orden der zweiten Klasse ausgezeichnet.

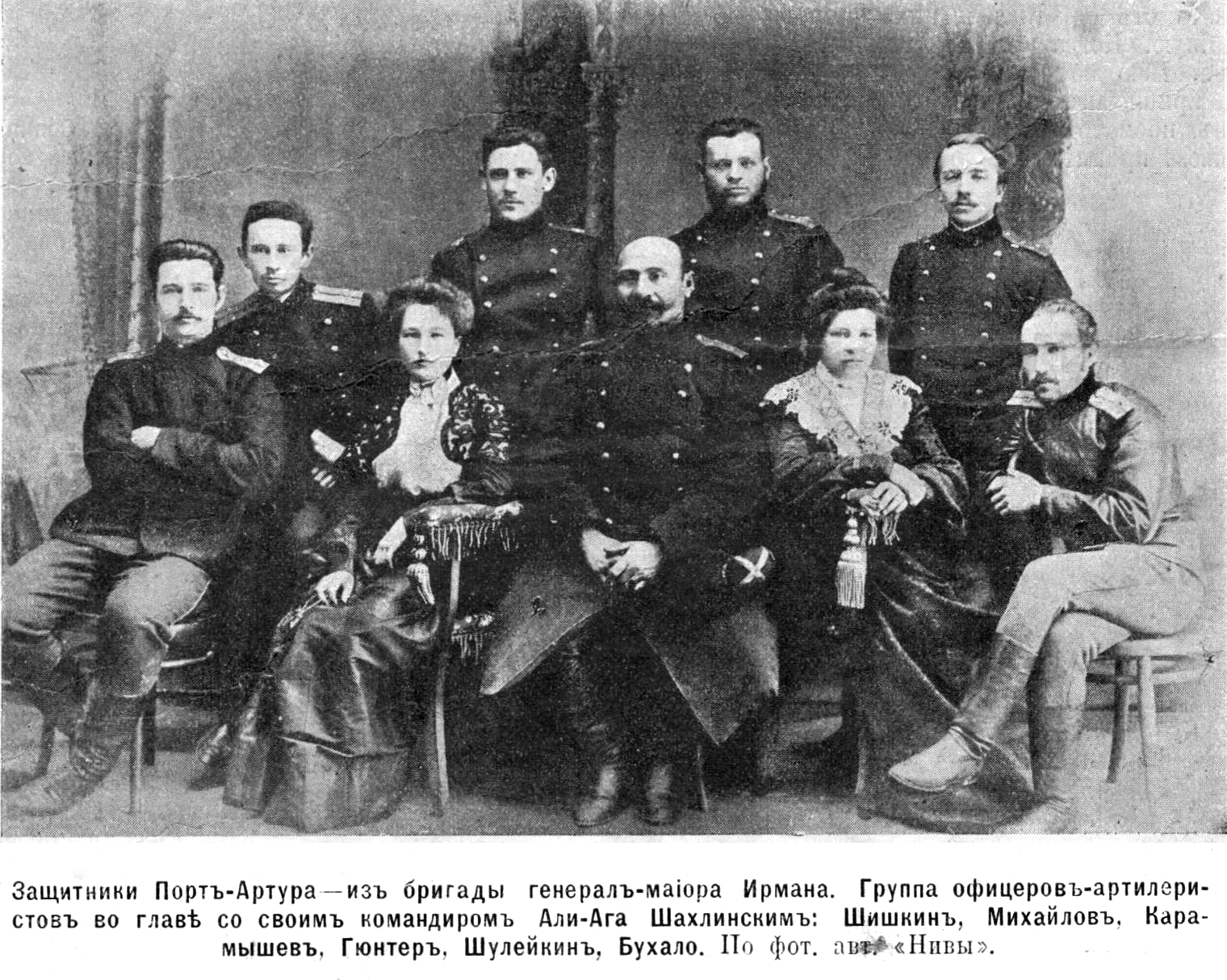
Şıxlinski (Mitte) gemeinsam mit Artillerieoffizieren (Port-Arthur 1905)

Zu Beginn des Russisch-Japanischen Krieges hatte Şıxlinski die Funktion eines leitenden Batterieoffiziers inne. Nachdem sein Landsmann, Befehlshaber der 2. transbaikalischen Batterie-Division, Oberst Səməd bəy Mehmandarov als Kommandeur der 7. Artillerieeinheit nach Ostsibirien verlegt wurde, stieg Şıxlinski vorübergehend zum Batteriekommandeur auf und beteiligte sich an der Schlacht am Nanshan im Mai 1904, wofür ihm der Orden der Heiligen Anna der 2. Klasse verliehen wurde. Während der verlustreichen Belagerung von Port-Arthur zog sich Şıxlinski bei einem der japanischen Frontalangriffe auf die russischen Befestigungsanlagen eine schwere Schrapnellwunde am Bein zu, befand sich aber ununterbrochen an vorderster Front. Trotz russischer Niederlage in diesem Krieg fanden die Heldentaten von Şıxlnski große Wertschätzung. Im September 1905 erhielt er den Russischen Orden des Heiligen Georg der 4. Klasse, die Verdienstauszeichnung des Heiligen Wladimir der 4. Klasse und das Goldene Schwert für Tapferkeit.

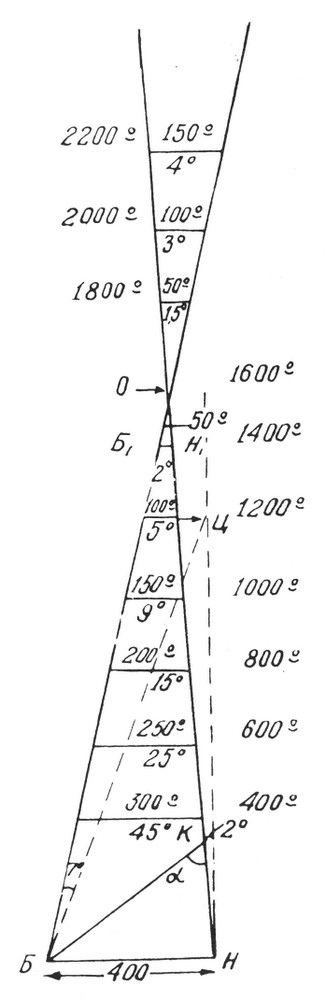
Schema des „Şıxlinski-Dreiecks“

Nach dem Aufstieg zum Oberstleutnant im November 1905 begab sich Şıxlinski im Januar 1906 in die Offiziersartillerieschule nach Sankt-Petersburg, um dort einen Vorbereitungskurs zum Kommandanten für Artilleriebatterien zu durchlaufen. Die Schulung schloss er im August desselben Jahres mit der Note „ausgezeichnet“ ab und wurde Anfang 1907 zum Lehrmeister der gleichen Bildungseinrichtung berufen. In dieser Zeit entwickelte er eine spezielle Zielbezeichnung, die später als „Şıxlinski-Dreieck“ in die militärischen Lehrbücher einging. In Anerkennung seiner Verdienste wurde er im November 1908 zum Oberst befördert und avancierte im April 1913 zum Generalmajor mit der Funktion des stellvertretenden Leiters der Offiziersartillerieschule.

### Erster Weltkrieg

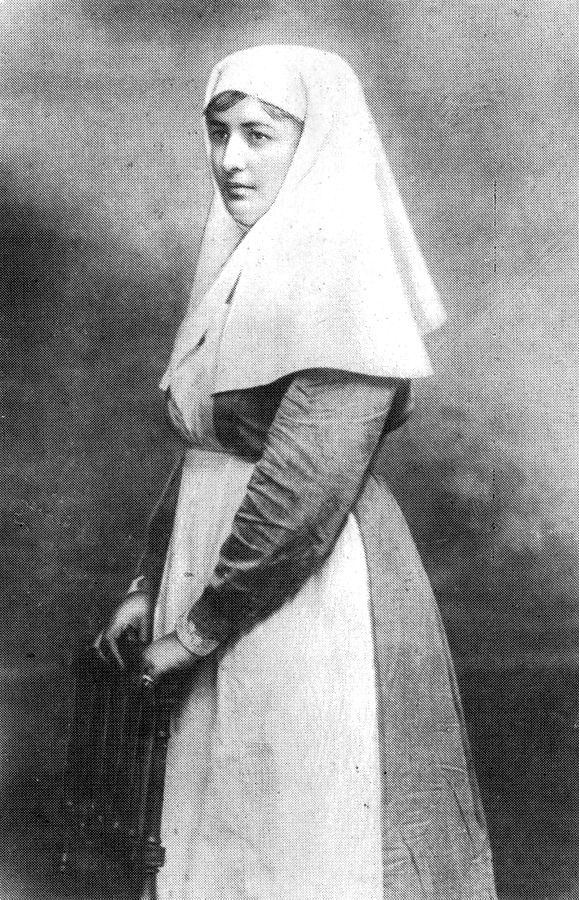
Die Ehefrau von Şıxlinski und erste Krankenschwester Aserbaidschans Nigar Şıxlinskaya

Mit dem Ausbruch des Ersten Weltkrieges wurde Şıxlinski per Erlass der Hauptartilleriedirektion zum Verteidigungskommandanten von Petrograd (Sankt-Petersburg) ernannt. Nachdem Zar Nikolaus II. nach aufeinanderfolgenden Misserfolgen an der Front im August 1915 die militärische Führung persönlich übernommen hatte, wurde Şıxlinski zwei Monate später ins Hauptquartier des Oberbefehlshabers abkommandiert, wo ihm der Artillerie-Stab unterstand. Zu seinen Aufgaben zählte grundsätzlich die Aufstellung schwerer Artilleriedivisionen und Brigaden. Im April 1916 wurde er als Inspekteur der Artillerieeinheiten an die Westfront beordert. Mit der Beförderung zum Generalleutnant am 2. April 1917 wurde Şıxlinskii auf Anordnung des Oberbefehlshabers zum Kommandanten der kaiserlichen 10. Armee ernannt.

### Dienst in der Armee der Demokratischen Republik Aserbaidschan

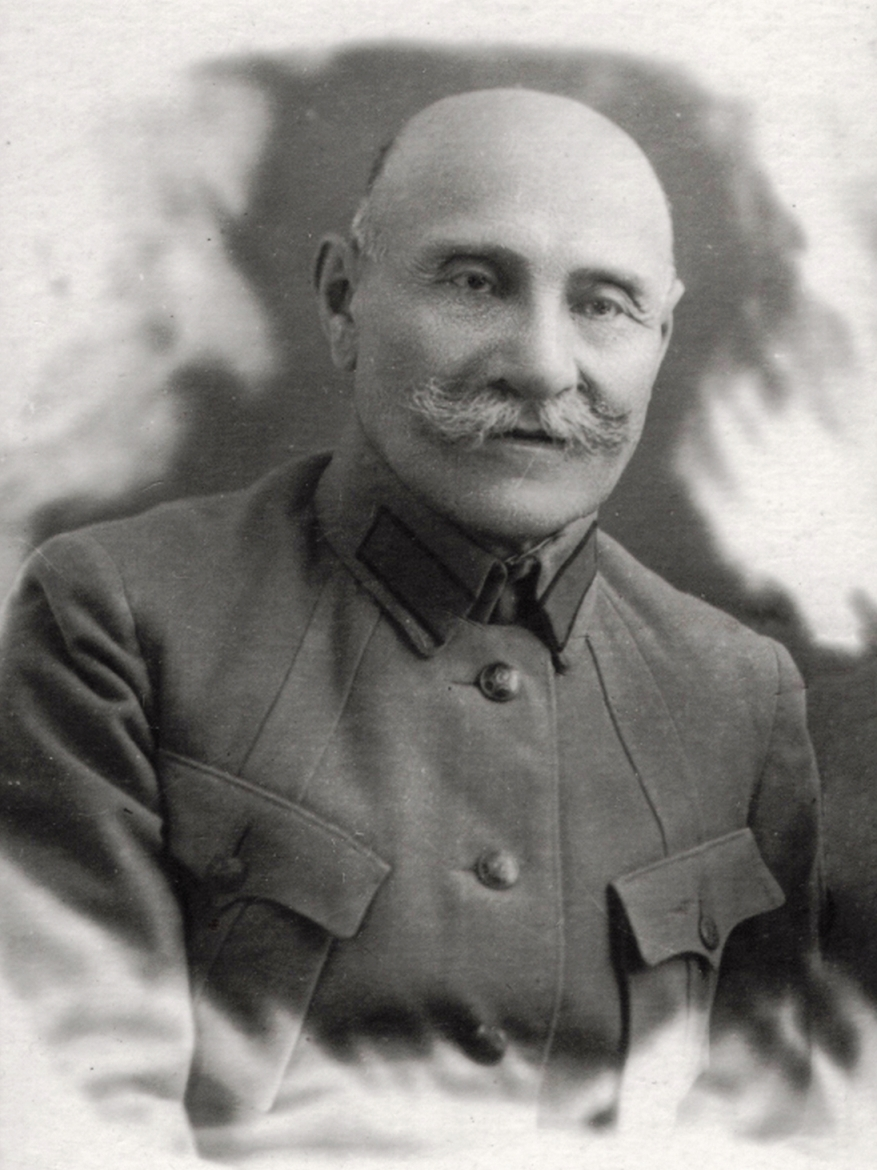
Şıxlinski in Rotarmee-Uniform (Februar 1929)

Bei seiner Ankunft in Tiflis Ende 1917 erfuhr Şıxlinski, dass er auf Beschluss des Transkaukasischen Sonderkomitees (TKS) zum Kommandeur der neu formierten muslimischen (aserbaidschanischen) Legion berufen wurde. Nach der Etablierung der Demokratischen Republik Aserbaidschan (ARD) wurde TKS am 26. Juni 1918 ins Aserbaidschanische Sonderkorps umbenannt. Im Januar 1919 wurde Şıxlinski von der ADR-Regierung zum Stellvertreter des Verteidigungsministers Səməd bəy Mehmandarov ernannt und rückte im Juni desselben Jahres zum General der Artillerie der aserbaidschanischen Armee auf.

### Rote Armee
Nach der gewaltsamen Niederschlagung des antisowjetischen Aufstandes in Gəncə im Anschluss an die Machtergreifung der Bolschewiki in Aserbaidschan im April 1920 wurden nahezu alle hochrangigen Offiziere der untergegangenen ADR inhaftiert, darunter Mehmandarov und Şıxlinski. Vor eventuellen Repressalien rettete sie erst die Einmischung des ersten Ministerpräsidenten der Aserbaidschanischen UdSSR Nəriman Nərimanov, der Lenin in einem Brief davon überzeugen konnte, diese seien nützliche Kader für sowjetische Armee. Anfang August 1920 wurde Şıxlinski nach Moskau entsandt, wo er in der Direktion des Artillerieinspekteurs der Roten Armee eine neue Tätigkeit aufnahm. Parallel lehrte er in der Höheren Artillerieschule des sowjetischen Heeresführungskommandos. Doch im Juli 1921 wurde er erneut nach Baku versetzt und bekam eine neue Stelle im Volkskommissariat für Militärische- und Marineangelegenheiten. Ab 1922 war Şıxlinski stellvertretender Vorsitzender des militärwissenschaftlichen Zentrums der Bakuer Garnison, im Anschluss daran Assistent des Leiters der Höheren Militärkommandoschule. Für die Anfertigung und Veröffentlichung des ersten „Russisch-Aserbaidschanischen Militärwörterbuchs“ wurde ihm 1926 die Ehrenurkunde des Revolutionären Kriegsrats verliehen.
Şıxlinski gilt als einer der ersten Aserbaidschaner, der mit dem französischen Verdienstorden Ehrenlegion, den er vom Präsidenten Raymond Poincaré persönlich entgegennahm, ausgezeichnet wurde. 1929 beendete Şıxlinski seine lange militärisch-akademische Laufbahn. Er starb am 18. August 1943 in Baku.